# Sorex portenkoi
Sorex portenkoi és una espècie de mamífer de la família de les musaranyes (Soricidae). És endèmica de l'extrem oriental de Rússia. Fou anomenada en honor de l'ornitòleg soviètic Leonid Portenko.